# Hypogastrura yinae
Hypogastrura yinae är en urinsektsart som beskrevs av Yue och Fu 2000. Hypogastrura yinae ingår i släktet Hypogastrura och familjen Hypogastruridae. Inga underarter finns listade i Catalogue of Life.